# Бондарєв Валентин Іванович
Валенти́н Іва́нович Бо́ндарєв (* 1962) — лікар-хірург, доктор медичних наук (1988), професор (1988).

## Життєпис
Народився 1948 року в місті Станіславів. 1971-го закінчив Донецький медичний інститут. Протягом 1971—1978 років працював лікарем. В 1979—1988 роках — асистент, доцент, на кафедрі факультету хірургії Донецького медичного інституту.
1988 року захистив науковий ступінь доктора медичних наук та здобув вчене звання професора. Від 1989-го — завідувач кафедри факультету хірургії Луганського медичного університету.
Напрями наукової діяльності: хірургічне лікування захворювань підшлункової залози, гострого перитоніту та гнійно-запальних процесів у м'яких тканинах.
Серед робіт:
- «Абсцеси та інфільтрати правої підклубової області після апендектомії» 1980 (співавтор)
- «Роль та місце гемосорбції в комплексному лікуванні хворих розлитим перитонітом», 1983 (співавтор)
- «Внутрішньочеревний лаваж в комплексному лікуванні хворих з гострим розлитим перитонітом» 1995 (співавтор)
- «Хірургічне лікування хвороб оперованого шлунка» 1995 (співавтор)
- «Стан місцевого антиінфекційного захисту та імунної реактивності при експериментальному перитоніті та його зміна в процесі імуномодуляції» 1996 (співавтор)
- «Ретроспективний аналіз результатів хірургічного лікування хворого гострим панкреатитом» 2003 (співавтор)
- «Хірургія», 2009, співавтори Конькова Марина Володимирівна, Бондарєв Ростислав Валентинович, Васильєв Олександр Олександрович, Верхулецький І. Є., Герасименко Є. О., Елін А. Ф., Кабанова Н. В., Кондратенко Петро Геннадійович, Міміношвілі Омарі Ісидорович.